# Urocitellus mollis
Urocitellus mollis är en däggdjursart som beskrevs av Robert Kennicott 1863. Den ingår i släktet Urocitellus och familjen ekorrar. IUCN kategoriserar arten globalt som livskraftig.

## Taxonomi
Arten har tidigare förts till släktet sislar (Spermophilus), men efter DNA-studier som visat att arterna i detta släkte var parafyletiska med avseende på präriehundar, släktet Ammospermophilus och murmeldjur, har det delats upp i flera släkten, bland annat Urocitellus.
Catalogue of Life listar tre underarter:
- Urocitellus mollis mollis
- Urocitellus mollis artemesiae samt
- Urocitellus mollis idahoensis

## Utseende
Arten har ljust gråbrun ovansida och ljusare undersida utan några markeringar. Den är närmast identisk med arterna Urocitellus townsendii (som den tidigare ansågs vara en underart av) och Urocitellus canus från vilka den endast kan skiljas med hjälp av genetisk analys. Längden varierar mellan 20 och 23 cm, varav drygt 4 till 6 cm utgörs av svansen, och vikten mellan 82 och 205 g.

## Ekologi
Arten lever i höglänta öknar, speciellt i sydvästra Idaho, med malörtsväxter, fetmållor och Adenostoma fasciculatum. Den kan också påträffas i väldränerade jordar som oaser, flodbankar och odlad mark.
Urocitellus mollis är väl anpassad för ökenliv med mycket effektiva, vätskesparande njurar. Den lever av gräs, örter, löv, rötter, rotknölar, blommor och frön; den tar gärna odlade grödor. Även insekter och as kan förtäras.
Arten parar sig från januari till tidigt i mars. Efter en dräktighet på omkring 24 dygn föder honan mellan 5 och 10 ungar i ett underjordiskt bo. Hanarna blir könsmogna under första till andra levnadsårtet, honorna under första.

## Utbredning
Arten förekommer i USA i en isolerad population i Washington samt en mer sammanhängande från sydöstligaste Oregon över södra Idaho, Nevada (utom den allra sydligaste delen) samt östligaste Kalifornien till västra Utah.